# Camellia pachyandra
Camellia pachyandra là một loài thực vật có hoa trong họ Theaceae. Loài này được Hu mô tả khoa học đầu tiên năm 1938.